# Aprada
Aprada (también escrito Aprada-tepui o Tepuy Aprada) es una meseta con caídas abruptas llamada Tepuy que pertenece a Venezuela en las coordenadas geográficas 05°25′59″N 62°25′00″O / 5.43306, -62.41667, 750 kilómetros al sureste de la capital Caracas, y 488 kilómetros al sureste del centro geográfico del país. Se trata de un espacio protegido ya que hace parte del Parque nacional Canaima. Esta alcanza unos 2.500 metros sobre el nivel del mar. Administrativamente hace parte del Municipio Gran Sabana, del Estado Bolívar.
En ella destaca la presencia de la Rana Stefania del Aprada-tepuy (Stefania satelles) una especie endémica de Venezuela, de la familia Hemiphractidae y la Rana venenosa Colostethus breweri. Además de que cuenta con una planta carnívora de la especie Heliamphora exappendiculata.
Adicionalmente es en este tepui que se encuentra la monumental caverna de cuarcita más grande en el planeta conocida como la Cueva El Fantasma llamada así porque allí se encuentra una cascada que recuerda al escondite del personaje El Fantasma de la caricatura homónima.